# El Beda
El Beda és el nom àrab d'un assentament i una necròpolis del període predinàstic de l'antic Egipte, al mil·lenni III aC, situats al nord-est del delta, on s'han fet troballes del període Naqada III.